# Rick Priestley
Rick Priestley (Lincoln, 29 marzo 1959) è un autore di giochi britannico.
Per la Games Workshop, famosa azienda britannica nel campo dei giochi da tavolo e dei wargame, ha creato Warhammer Fantasy Battle e Warhammer 40.000, collaborando con Richard Halliwell e Bryan Ansell.
Per Warlord Games, in collaborazione con Alessio Cavatore, ha pubblicato Bolt Action.
È stato anche il principale scrittore di diversi libri e materiale di espansione per Warhammer 40.000.